# Ізоамілацетат

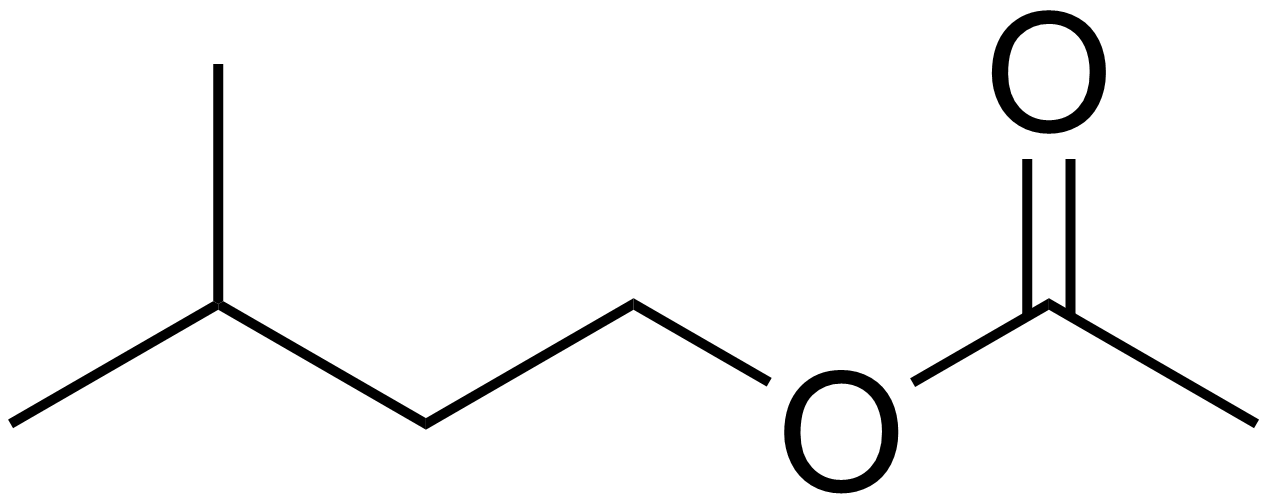
Ізоамілацетат

Ізоамі́лацета́т — це ізоаміловий естер оцтової кислоти С7Н14О2 або (СН3)2СНСН2СН2ОСОСН3 застосовується як розчинник багатьох органічних сполук, у виробництві лаків, штучного шовку, фруктових есенцій.

## Фізичні властивості
Безбарвна рідина з різким фруктовим запахом, що нагадує запах груш.
Температура плавлення — 78,5 °C;
Температура кипіння 142 °C;
Густина d20
4 0,8719;
Показник заломлення n20
D 1,4053;
Тиск насиченої пари 733,3 Па (20 °C);
Гранична консистенція запаху 6·10−7 г/л;
Динамічна в'язкість 0,872 мПа·с (21,1 °C);
Дипольний момент 6,07·10−30 Кл·м (бензол, 22 °C);
Теплоємність 250,27 кДж/моль (20 °C);
Поверхневий натяг 0,0246 Н/м (21,1 °C);
Діелектрична проникність 4,63 (30 °C);
Розчинність в воді ~ 2% (25 °C).
Утворює азеотропну суміш з водою (63,7% ізоамілацетата, tкип 93,6 °C).

## Знаходження в природі
Міститься в деяких фруктах

## Отримання
Отримують етерифікацією оцтової кислоти ізоаміловим спиртом:
{\displaystyle \mathrm {CH_{3}COOH+HOC_{5}H_{11}\rightarrow CH_{3}COOC_{5}H_{11}+H_{2}O} }.

## Застосування
Застосовують як розчинник в лакофарбової, шкіряній та інших галузях промисловості, у виробництві кіноплівки, целулоїду, а також в харчовій промисловості (раніше був відомий як «грушева есенція») у виробництві фруктових вод, карамелі та ін.

## Небезпека використання
Доза речовини що викликає загибель 50% піддослідних тварин ЛД50> 5 г/кг (кролики, перорально; кролики, при нанесенні на шкіру); погано впливає на центральну нервову систему.
Гранично допустима концентрація ГДК 100 мг/м3 в повітрі робочої зони;
Температура спалаху 36 °C;
Температура самозаймання 430 °C;
Концентраційні межі запалення 0,2-4,4%;
Температурні межі займання 3-57 ° С.